# جسیکا کارلوس (هنرپیشه زن)
جسیکا کارلوس (انگلیسی: Jessica Carlson؛ زادهٔ ۱۹۹۳) یک هنرپیشه اهل ایالات متحده آمریکا است. 